# Epizoanthus hians
Epizoanthus hians är en korallart som beskrevs av McMurrich 1898. Epizoanthus hians ingår i släktet Epizoanthus och familjen Epizoanthidae. Inga underarter finns listade i Catalogue of Life.